# Tramont-Lassus
Tramont-Lassus is een gemeente in het Franse departement Meurthe-et-Moselle (regio Grand Est) en telt 81 inwoners (2009). De plaats maakt deel uit van het arrondissement Toul.

## Geografie
De oppervlakte van Tramont-Lassus bedraagt 5,8 km², de bevolkingsdichtheid is dus 14 inwoners per km².
De onderstaande kaart toont de ligging van Tramont-Lassus met de belangrijkste infrastructuur en aangrenzende gemeenten.

## Demografie
Onderstaande figuur toont het verloop van het inwonertal (bron: INSEE-tellingen).